# Scopula ignobilis
Scopula ignobilis är en fjärilsart som beskrevs av W. Warren 1901. Scopula ignobilis ingår i släktet Scopula och familjen mätare. Inga underarter finns listade.